# Liste der Olympiasieger im Fechten/Medaillengewinner
Diese Liste ist Teil der Liste der Olympiasieger im Fechten. Sie führt sämtliche Medaillengewinner in den Fecht-Wettbewerben bei Olympischen Sommerspielen auf. Die Liste ist gegliedert nach Disziplinen, die aktuell zum Wettkampfprogramm gehören und nach nicht mehr ausgetragenen Disziplinen.

## Heutige Disziplinen

### Florett Einzel
| Olympia | Gold                    | Silber                 | Bronze                |
| ------- | ----------------------- | ---------------------- | --------------------- |
| 1896    | Eugène-Henri Gravelotte | Henri Callot           | Perikles Pierrakos    |
| 1900    | Émile Coste             | Henri Masson           | Marcel Boulenger      |
| 1904    | Ramón Fonst             | Albertson Van Zo Post  | Charles Tatham        |
| 1906    | Georges Dillon-Cavanagh | Gustav Casmir          | Pierre d’Hugues       |
| 1912    | Nedo Nadi               | Pietro Speciale        | Richard Verderber     |
| 1920    | Nedo Nadi               | Philippe Cattiau       | Roger Ducret          |
| 1924    | Roger Ducret            | Philippe Cattiau       | Maurice Van Damme     |
| 1928    | Lucien Gaudin           | Erwin Casmir           | Giulio Gaudini        |
| 1932    | Gustavo Marzi           | Joseph Levis           | Giulio Gaudini        |
| 1936    | Giulio Gaudini          | Édward Gardère         | Giorgio Bocchino      |
| 1948    | Jéhan Buhan             | Christian d’Oriola     | Lajos Maszlay         |
| 1952    | Christian d’Oriola      | Edoardo Mangiarotti    | Manlio Di Rosa        |
| 1956    | Christian d’Oriola      | Giancarlo Bergamini    | Antonio Spallino      |
| 1960    | Wiktor Schdanowitsch    | Juri Sissikin          | Albert Axelrod        |
| 1964    | Egon Franke             | Jean-Claude Magnan     | Daniel Revenu         |
| 1968    | Ion Drîmbă              | Jenő Kamuti            | Daniel Revenu         |
| 1972    | Witold Woyda            | Jenő Kamuti            | Christian Noël        |
| 1976    | Fabio Dal Zotto         | Alexander Romankow     | Bernard Talvard       |
| 1980    | Wladimir Smirnow        | Pascal Jolyot          | Alexander Romankow    |
| 1984    | Mauro Numa              | Matthias Behr          | Stefano Cerioni       |
| 1988    | Stefano Cerioni         | Udo Wagner             | Alexander Romankow    |
| 1992    | Philippe Omnès          | Serhij Holubyzkyj      | Elvis Gregory         |
| 1996    | Alessandro Puccini      | Lionel Plumenail       | Franck Boidin         |
| 2000    | Kim Young-ho            | Ralf Bißdorf           | Dmitri Schewtschenko  |
| 2004    | Brice Guyart            | Salvatore Sanzo        | Andrea Cassarà        |
| 2008    | Benjamin Kleibrink      | Yūki Ōta               | Salvatore Sanzo       |
| 2012    | Lei Sheng               | Alaaeldin Abouelkassem | Choi Byung-chul       |
| 2016    | Daniele Garozzo         | Alexander Massialas    | Timur Safin           |
| 2020    | Cheung Ka Long          | Daniele Garozzo        | Alexander Choupenitch |
| 2024    | Cheung Ka Long          | Filippo Macchi         | Nick Itkin            |

### Florett Mannschaft
| Olympia | Gold | Silber | Bronze |
| ------- | --- | --- | --- |
| 1904    | Gemischte Mannschaft Ramón Fonst Albertson Van Zo Post Manuel Díaz                                                              | Vereinigte Staaten Fitzhugh Townsend Arthur Fox Charles Tatham                                                                             | nicht vergeben |
| 1920    | Italien Abelardo Olivier Baldo Baldi Tommaso Costantino Aldo Nadi Nedo Nadi Oreste Puliti Pietro Speciale Rodolfo Terlizzi      | Frankreich Gaston Amson Lionel Bony de Castellane Philippe Cattiau Roger Ducret Lucien Gaudin André Labatut Marcel Perrot Georges Trombert | Vereinigte Staaten Henry Breckinridge Harold Rayner Francis Honeycutt Arthur Lyon Robert Sears                         |
| 1924    | Frankreich Philippe Cattiau Jacques Coutrot Roger Ducret Lucien Gaudin Henri Jobier André Labatut Guy de Luget Joseph Peroteaux | Belgien Désiré Beaurain Marcel Berré Charles Crahay Maurice Van Damme Fernand de Montigny Albert De Roocker                                | Ungarn László Berti István Lichteneckert Sándor Pósta Zoltán Schenker Ödön Tersztyánszky                               |
| 1928    | Italien Giorgio Chiavacci Giulio Gaudini Gioacchino Guaragna Giorgio Pessina Ugo Pignotti Oreste Puliti                         | Frankreich Philippe Cattiau Roger Ducret André Gaboriaud Raymond Flacher Lucien Gaudin André Labatut                                       | Argentinien Raúl Anganuzzi Carmelo Camet Roberto Larraz Luis Lucchetti Héctor Lucchetti                                |
| 1932    | Frankreich René Bondoux René Bougnol Philippe Cattiau Édward Gardère René Lemoine Jean Piot                                     | Italien Giulio Gaudini Gioacchino Guaragna Gustavo Marzi Giorgio Pessina Ugo Pignotti Rodolfo Terlizzi                                     | Vereinigte Staaten Hugh Alessandroni George Calnan Dernell Every Joseph Levis Frank Righeimer Richard Steere           |
| 1936    | Italien Giorgio Bocchino Giulio Gaudini Gioacchino Guaragna Gustavo Marzi Manlio Di Rosa Ciro Verratti                          | Frankreich René Bondoux René Bougnol Jacques Coutrot André Gardère Édward Gardère René Lemoine                                             | Deutsches Reich Otto Adam Erwin Casmir Julius Eisenecker August Heim Siegfried Lerdon Stefan Rosenbauer                |
| 1948    | Frankreich André Bonin René Bougnol Jéhan Buhan Jacques Lataste Christian d’Oriola Adrien Rommel                                | Italien Edoardo Mangiarotti Giuliano Nostini Renzo Nostini Giorgio Pellini Manlio Di Rosa Saverio Ragno                                    | Belgien Georges de Bourguignon Raymond Bru Henri Paternóster Paul Valcke André van de Werve de Vorsselaer Édouard Yves |
| 1952    | Frankreich Jéhan Buhan Jacques Lataste Claude Netter Jacques Noël Christian d’Oriola Adrien Rommel                              | Italien Giancarlo Bergamini Edoardo Mangiarotti Renzo Nostini Giorgio Pellini Manlio Di Rosa Antonio Spallino                              | Ungarn Tibor Berczelly Aladár Gerevich Lajos Maszlay Endre Palócz József Sákovics Endre Tilli                          |
| 1956    | Italien Giancarlo Bergamini Luigi Carpaneda Vittorio Lucarelli Edoardo Mangiarotti Manlio Di Rosa Antonio Spallino              | Frankreich Bernard Baudoux Roger Closset René Coicaud Jacques Lataste Claude Netter Christian d’Oriola                                     | Ungarn Mihály Fülöp József Gyuricza József Marosi József Sákovics Lajos Somodi Endre Tilli                             |
| 1960    | Sowjetunion Mark Midler Juri Rudow Wiktor Schdanowitsch Juri Sissikin German Sweschnikow                                        | Italien Aldo Aureggi Luigi Carpaneda Mario Curletto Edoardo Mangiarotti Alberto Pellegrino                                                 | Deutschland Jürgen Brecht Tim Gerresheim Eberhard Mehl Jürgen Theuerkauff                                              |
| 1964    | Sowjetunion Mark Midler Juri Scharow Wiktor Schdanowitsch Juri Sissikin German Sweschnikow                                      | Polen Egon Franke Ryszard Parulski Janusz Różycki Zbigniew Skrudlik Witold Woyda                                                           | Frankreich Jacques Courtillat Jean-Claude Magnan Christian Noël Daniel Revenu Pierre Rodocanachi                       |
| 1968    | Frankreich Gilles Berolatti Jacques Dimont Jean-Claude Magnan Christian Noël Daniel Revenu                                      | Sowjetunion Wiktor Putjatin Juri Scharow German Sweschnikow Juri Sissikin Wassyl Stankowytsch                                              | Polen Egon Franke Adam Lisewski Ryszard Parulski Zbigniew Skrudlik Witold Woyda                                        |
| 1972    | Polen Marek Dąbrowski Arkadiusz Godel Jerzy Kaczmarek Lech Koziejowski Witold Woyda                                             | Sowjetunion Wladimir Denissow Anatoli Koteschew Wiktor Putjatin Leonid Romanow Wassyl Stankowytsch                                         | Frankreich Gilles Berolatti Jean-Claude Magnan Christian Noël Daniel Revenu Bernard Talvard                            |
| 1976    | BR Deutschland Matthias Behr Thomas Bach Harald Hein Klaus Reichert Erk Sens-Gorius                                             | Italien Attilio Calatroni Giovanni Battista Coletti Carlo Montano Stefano Simoncelli Fabio Dal Zotto                                       | Frankreich Didier Flament Christian Noël Frédéric Pietruszka Daniel Revenu Bernard Talvard                             |
| 1980    | Frankreich Philippe Bonnin Bruno Boscherie Didier Flament Pascal Jolyot Frédéric Pietruszka                                     | Sowjetunion Aschot Karagjan Wladimir Lapizki Alexander Romankow Sabirdschan Rusijew Wladimir Smirnow                                       | Polen Lech Koziejowski Adam Robak Marian Sypniewski Bogusław Zych                                                      |
| 1984    | Italien Andrea Borella Stefano Cerioni Andrea Cipressa Mauro Numa Angelo Scuri                                                  | BR Deutschland Frank Beck Matthias Behr Mathias Gey Harald Hein Klaus Reichert                                                             | Frankreich Marc Cerboni Patrick Groc Pascal Jolyot Philippe Omnès Frédéric Pietruszka                                  |
| 1988    | Sowjetunion Wladimir Apziauri Anwar Ibragimow Boris Korezki İlqar Məmmədov Alexander Romankow                                   | BR Deutschland Matthias Behr Thomas Endres Mathias Gey Ulrich Schreck Thorsten Weidner                                                     | Ungarn István Busa Zsolt Érsek Róbert Gátai István Szelei Pál Szekeres                                                 |
| 1992    | Deutschland Alexander Koch Ulrich Schreck Udo Wagner Ingo Weißenborn Thorsten Weidner                                           | Kuba Elvis Gregory Guillermo Betancourt Tulio Díaz Oscar García Hermenegildo García                                                        | Polen Piotr Kiełpikowski Adam Krzesiński Cezary Siess Ryszard Sobczak Marian Sypniewski                                |
| 1996    | Russland İlqar Məmmədov Wladislaw Pawlowitsch Dmitri Schewtschenko                                                              | Polen Piotr Kiełpikowski Adam Krzesiński Ryszard Sobczak Jarosław Rodzewicz                                                                | Kuba Oscar García Elvis Gregory Rolando Tucker                                                                         |
| 2000    | Frankreich Jean-Noël Ferrari Brice Guyart Patrice Lhôtellier Lionel Plumenail                                                   | Volksrepublik China Dong Zhaozhi Wang Haibin Ye Chong                                                                                      | Italien Daniele Crosta Gabriele Magni Salvatore Sanzo Matteo Zennaro                                                   |
| 2004    | Italien Andrea Cassarà Salvatore Sanzo Simone Vanni                                                                             | Volksrepublik China Dong Zhaozhi Wang Haibin Wu Hanxiong Ye Chong                                                                          | Russland Renal Ganejew Juri Moltschan Ruslan Nassibullin Wjatscheslaw Posdnjakow                                       |
| 2008    | keine Austragung | keine Austragung | keine Austragung |
| 2012    | Italien Valerio Aspromonte Giorgio Avola Andrea Baldini Andrea Cassarà                                                          | Japan Suguru Awaji Kenta Chida Ryō Miyake Yūki Ōta                                                                                         | Deutschland Peter Joppich Benjamin Kleibrink Sebastian Bachmann André Weßels                                           |
| 2016    | Russland Artur Achmatchusin Timur Safin Alexei Tscheremissinow                                                                  | Frankreich Jérémy Cadot Jean-Paul Tony Helissey Enzo Lefort Erwann Le Péchoux                                                              | Vereinigte Staaten Miles Chamley-Watson Race Imboden Alexander Massialas Gerek Meinhardt                               |
| 2020    | Frankreich Enzo Lefort Erwann Le Péchoux Julien Mertine Maxime Pauty                                                            | ROC Timur Safin Wladislaw Mylnikow Kirill Borodatschow Anton Borodatschow                                                                  | Vereinigte Staaten Race Imboden Nick Itkin Alexander Massialas Gerek Meinhardt                                         |
| 2024    | Japan Kazuki Iimura Kyōsuke Matsuyama Takahiro Shikine Yūdai Nagano                                                             | Italien Guillaume Bianchi Filippo Macchi Tommaso Marini Alessio Foconi                                                                     | Frankreich Maximilien Chastanet Maxime Pauty Enzo Lefort Julien Mertine                                                |

### Degen Einzel
| Olympia | Gold                       | Silber                  | Bronze                        |
| ------- | -------------------------- | ----------------------- | ----------------------------- |
| 1900    | Ramón Fonst                | Louis Perrée            | Léon Sée                      |
| 1904    | Ramón Fonst                | Charles Tatham          | Albertson Van Zo Post         |
| 1906    | Georges de la Falaise      | Georges Dillon-Cavanagh | Hendrik van Blijenburgh       |
| 1908    | Gaston Alibert             | Alexandre Lippmann      | Eugène Olivier                |
| 1912    | Paul Anspach               | Ivan Osiier             | Philippe Le Hardy de Beaulieu |
| 1920    | Armand Massard             | Alexandre Lippmann      | Gustave Buchard               |
| 1924    | Charles Delporte           | Roger Ducret            | Nils Erik Hellsten            |
| 1928    | Lucien Gaudin              | Georges Buchard         | George Calnan                 |
| 1932    | Giancarlo Cornaggia-Medici | Georges Buchard         | Carlo Agostoni                |
| 1936    | Franco Ricciardi           | Saverio Ragno           | Giancarlo Cornaggia-Medici    |
| 1948    | Luigi Cantone              | Oswald Zappelli         | Edoardo Mangiarotti           |
| 1952    | Edoardo Mangiarotti        | Dario Mangiarotti       | Oswald Zappelli               |
| 1956    | Carlo Pavesi               | Giuseppe Delfino        | Edoardo Mangiarotti           |
| 1960    | Giuseppe Delfino           | Allan Jay               | Bruno Habārovs                |
| 1964    | Hryhorij Kriss             | Bill Hoskyns            | Guram Kostawa                 |
| 1968    | Győző Kulcsár              | Hryhorij Kriss          | Gianluigi Saccaro             |
| 1972    | Csaba Fenyvesi             | Jacques Ladègaillerie   | Győző Kulcsár                 |
| 1976    | Alexander Pusch            | Jürgen Hehn             | Győző Kulcsár                 |
| 1980    | Johan Harmenberg           | Ernő Kolczonay          | Philippe Riboud               |
| 1984    | Philippe Boisse            | Björne Väggö            | Philippe Riboud               |
| 1988    | Arnd Schmitt               | Philippe Riboud         | Andrei Schuwalow              |
| 1992    | Éric Srecki                | Pawel Kolobkow          | Jean-Michel Henry             |
| 1996    | Alexander Beketow          | Iván Trevejo            | Géza Imre                     |
| 2000    | Pawel Kolobkow             | Hugues Obry             | Lee Sang-ki                   |
| 2004    | Marcel Fischer             | Wang Lei                | Pawel Kolobkow                |
| 2008    | Matteo Tagliariol          | Fabrice Jeannet         | José Luis Abajo               |
| 2012    | Rubén Limardo              | Bartosz Piasecki        | Jung Jin-sun                  |
| 2016    | Park Sang-young            | Géza Imre               | Gauthier Grumier              |
| 2020    | Romain Cannone             | Gergely Siklósi         | Ihor Rejslin                  |
| 2024    | Kōki Kanō                  | Yannick Borel           | Mohamed El-Sayed              |

### Degen Mannschaft
| Olympia | Gold | Silber | Bronze |
| ------- | --- | --- | --- |
| 1906    | Frankreich Georges Dillon-Cavanagh Pierre d’Hugues Georges de la Falaise Richard Mohr                                                                           | Großbritannien Cosmo Duff-Gordon William Grenfell Charles Newton Robinson Edgar Seligman                                                                            | Belgien Constant Cloquet Edmond Crahay Philippe Le Hardy de Beaulieu Fernand de Montigny                                 |
| 1908    | Frankreich Gaston Alibert Herman Georges Berger Charles Collignon Bernard Gravier Alexandre Lippmann Eugène Olivier Jean Stern                                  | Großbritannien Edgar Amphlett Leaf Daniell Cecil Haig Martin Holt Robert Montgomerie Edgar Seligman                                                                 | Belgien Paul Anspach Désiré Beaurain Fernand Bosmans Fernand de Montigny Ferdinand Feyerick François Rom Victor Willems  |
| 1912    | Belgien Henri Anspach Paul Anspach Robert Hennet Fernand de Montigny Jacques Ochs François Rom Gaston Salmon Victor Willems                                     | Großbritannien Edgar Amphlett John Blake Percival Davson Arthur Everitt Martin Holt Sydney Martineau Robert Montgomerie Edgar Seligman                              | Niederlande Willem van Blijenburgh Jetze Doorman Arie de Jong George van Rossem Leo Nardus                               |
| 1920    | Italien Abelardo Olivier Antonio Allocchio Tullio Bozza Giovanni Canova Tommaso Costantino Andrea Marrazzi Aldo Nadi Nedo Nadi Paolo Thaon di Revel Dino Urbani | Belgien Paul Anspach Victor Boin Joseph De Craecker Ernest Gevers Félix Goblet d’Alviella Philippe Le Hardy de Beaulieu Fernand de Montigny Léon Tom Maurice de Wée | Frankreich Gaston Amson Gustave Buchard Georges Casanova Alexandre Lippmann Armand Massard Louis Moreau Georges Trombert |
| 1924    | Frankreich Georges Buchard Roger Ducret Lucien Gaudin André Labatut Alexandre Lippmann Robert Liottel Georges Tainturier                                        | Belgien Paul Anspach Joseph De Craecker Charles Delporte Ernest Gevers Fernand de Montigny Léon Tom                                                                 | Italien Giulio Basletta Marcello Bertinetti Giovanni Canova Vincenzo Cuccia Virgilio Mantegazza Oreste Moricca           |
| 1928    | Italien Carlo Agostoni Marcello Bertinetti Giulio Basletta Giancarlo Cornaggia-Medici Renzo Minoli Franco Riccardi                                              | Frankreich Gaston Amson René Barbier Georges Buchard Émile Cornic Armand Massard Bernard Schmetz                                                                    | Portugal Paulo d’Eça Leal Mário de Noronha Jorge de Paiva Frederico Paredes João Sassetti Henrique da Silveira           |
| 1932    | Frankreich Georges Buchard Philippe Cattiau Jean Piot Fernand Jourdant Bernard Schmetz Georges Tainturier                                                       | Italien Carlo Agostoni Giancarlo Cornaggia-Medici Renzo Minoli Saverio Ragno Franco Riccardi                                                                        | Vereinigte Staaten George Calnan Miguel de Capriles Gustave Heiss Tracy Jaeckel Frank Righeimer Curtis Shears            |
| 1936    | Italien Giancarlo Brusati Giancarlo Cornaggia-Medici Edoardo Mangiarotti Alfredo Pezzana Saverio Ragno Franco Riccardi                                          | Schweden Gustav Almgren Birger Cederin Hans Drakenberg Gustaf Dyrssen Hans Granfelt Sven Thofelt                                                                    | Frankreich Georges Buchard Philippe Cattiau Henri Dulieux Michel Pécheux Bernard Schmetz Paul Wormser                    |
| 1948    | Frankreich Édouard Artigas Marcel Desprets Henri Guérin Maurice Huet Henri Lepage Michel Pécheux                                                                | Italien Carlo Agostoni Luigi Cantone Fiorenzo Marini Marco Antonio Mandruzzato Dario Mangiarotti Edoardo Mangiarotti                                                | Schweden Per Carleson Frank Cervell Bengt Ljungquist Carl Forssell Sven Thofelt Arne Tollbom                             |
| 1952    | Italien Roberto Battaglia Franco Bertinetti Giuseppe Delfino Dario Mangiarotti Edoardo Mangiarotti Carlo Pavesi                                                 | Schweden Per Carleson Sven Fahlman Carl Forssell Bengt Ljungquist Lennart Magnusson Berndt-Otto Rehbinder                                                           | Schweiz Paul Barth Willy Fitting Paul Meister Otto Rüfenacht Mario Valota Oswald Zappelli                                |
| 1956    | Italien Giorgio Anglesio Franco Bertinetti Giuseppe Delfino Edoardo Mangiarotti Carlo Pavesi Alberto Pellegrino                                                 | Ungarn Lajos Balthazár Barnabás Berzsenyi József Marosi Ambrus Nagy Béla Rerrich József Sákovics                                                                    | Frankreich Yves Dreyfus Daniel Dagallier Armand Mouyal Claude Nigon René Queyroux                                        |
| 1960    | Italien Giuseppe Delfino Edoardo Mangiarotti Fiorenzo Marini Carlo Pavesi Alberto Pellegrino Gianluigi Saccaro                                                  | Großbritannien Michael Alexander Raymond Harrison Bill Hoskyns Michael Howard Allan Jay John Pelling                                                                | Sowjetunion Bruno Habārovs Guram Kostawa Aljaksandr Paulouski Walentin Tschernikow Arnold Tscharnuschewitsch             |
| 1964    | Ungarn Árpád Bárány Tamás Gábor István Kausz Győző Kulcsár Zoltán Nemere                                                                                        | Italien Giovanni Battista Breda Giuseppe Delfino Gianfranco Paolucci Alberto Pellegrino Gianluigi Saccaro                                                           | Frankreich Claude Bourquard Claude Brodin Jacques Brodin Yves Dreyfus Jacques Guittet                                    |
| 1968    | Ungarn Csaba Fenyvesi Győző Kulcsár Pál Nagy Zoltán Nemere Pál Schmitt                                                                                          | Sowjetunion Hryhorij Kriss Wiktor Modsolewski Alexei Nikantschikow Juri Smoljakow Jossyp Witebskyj                                                                  | Polen Bohdan Andrzejewski Kazimierz Barburski Michał Butkiewicz Bohdan Gonsior Henryk Nielaba                            |
| 1972    | Ungarn Sándor Erdős Csaba Fenyvesi Győző Kulcsár István Osztrics Pál Schmitt                                                                                    | Schweiz Guy Evéquoz Daniel Giger Peter Lötscher Christian Kauter François Suchanecki                                                                                | Sowjetunion Hryhorij Kriss Wiktor Modsolewski Serhij Paramonow Georgi Zažitski Igor Valetov                              |
| 1976    | Schweden Rolf Edling Carl von Essen Göran Flodström Leif Högström Hans Jacobson                                                                                 | BR Deutschland Reinhold Behr Volker Fischer Jürgen Hehn Hanns Jana Alexander Pusch                                                                                  | Schweiz Jean-Blaise Evéquoz Daniel Giger Christian Kauter Michel Poffet François Suchanecki                              |
| 1980    | Frankreich Philippe Boisse Hubert Gardas Patrick Picot Philippe Riboud Michel Salesse                                                                           | Polen Ludomir Chronowski Piotr Jabłkowski Andrzej Lis Leszek Swornowski Mariusz Strzałka                                                                            | Sowjetunion Alexander Abuschachmetow Aschot Karagjan Boris Lukomski Alexander Moschajew Wladimir Smirnow                 |
| 1984    | BR Deutschland Elmar Borrmann Volker Fischer Gerhard Heer Rafael Nickel Alexander Pusch                                                                         | Frankreich Philippe Boisse Jean-Michel Henry Olivier Lenglet Philippe Riboud Michel Salesse                                                                         | Italien Stefano Bellone Sandro Cuomo Cosimo Ferro Roberto Manzi Angelo Mazzoni                                           |
| 1988    | Frankreich Frédéric Delpla Jean-Michel Henry Olivier Lenglet Philippe Riboud Éric Srecki                                                                        | BR Deutschland Elmar Borrmann Volker Fischer Arnd Schmitt Thomas Gerull Alexander Pusch                                                                             | Sowjetunion Pawel Kolobkow Wladimir Resnitschenko Andrei Schuwalow Igor Tichomirow Mychajlo Tyschko                      |
| 1992    | Deutschland Elmar Borrmann Robert Felisiak Wladimir Resnitschenko Uwe Proske Arnd Schmitt                                                                       | Ungarn Iván Kovács Krisztián Kulcsár Gábor Totola Ferenc Hegedűs Ernő Kolczonay                                                                                     | Vereintes Team Pawel Kolobkow Sergei Kostarew Serhij Krawtschuk Andrei Schuwalow Waleri Sacharewitsch                    |
| 1996    | Italien Sandro Cuomo Angelo Mazzoni Maurizio Randazzo | Russland Alexander Beketow Pawel Kolobkow Waleri Sacharewitsch | Frankreich Jean-Michel Henry Robert Leroux Éric Srecki                                                                   |
| 2000    | Italien Angelo Mazzoni Paolo Milanoli Maurizio Randazzo Alfredo Rota                                                                                            | Frankreich Jean-François Di Martino Hugues Obry Éric Srecki | Kuba Nelson Loyola Carlos Pedroso Iván Trevejo                                                                           |
| 2004    | Frankreich Éric Boisse Fabrice Jeannet Jérôme Jeannet Hugues Obry                                                                                               | Ungarn Gábor Boczkó Géza Imre Iván Kovács Krisztián Kulcsár | Deutschland Jörg Fiedler Sven Schmid Daniel Strigel                                                                      |
| 2008    | Frankreich Jérôme Jeannet Fabrice Jeannet Ulrich Robeiri | Polen Robert Andrzejuk Tomasz Motyka Adam Wiercioch Radosław Zawrotniak                                                                                             | Italien Diego Confalonieri Stefano Carozzo Alfredo Rota Matteo Tagliariol                                                |
| 2012    | keine Austragung | keine Austragung | keine Austragung |
| 2016    | Frankreich Yannick Borel Gauthier Grumier Daniel Jérent Jean-Michel Lucenay                                                                                     | Italien Enrico Garozzo Marco Fichera Paolo Pizzo Andrea Santarelli                                                                                                  | Ungarn Gábor Boczkó Géza Imre András Rédli Péter Somfai                                                                  |
| 2020    | Japan Kōki Kanō Kazuyasu Minobe Masaru Yamada Satoru Uyama | ROC Sergei Bida Sergei Chodos Pawel Suchow Nikita Glaskow | Südkorea Park Sang-young Ma Se-geon Song Jae-ho Kweon Young-jun                                                          |
| 2024    | Ungarn Tibor Andrásfi Máté Tamás Koch Gergely Siklósi Dávid Nagy                                                                                                | Japan Kōki Kanō Kazuyasu Minobe Masaru Yamada Akira Komata | Tschechien Jiří Beran Jakub Jurka Martin Rubeš Michal Čupr                                                               |

### Säbel Einzel
| Olympia | Gold                  | Silber               | Bronze                     |
| ------- | --------------------- | -------------------- | -------------------------- |
| 1896    | Ioannis Georgiadis    | Tilemachos Karakalos | Holger Louis Nielsen       |
| 1900    | Georges de la Falaise | Léon Thiébaut        | Siegfried Flesch           |
| 1904    | Manuel Díaz           | William Grebe        | Albertson Van Zo Post      |
| 1906    | Ioannis Georgiadis    | Gustav Casmir        | Federico Cesarano          |
| 1906    | Gustav Casmir         | George van Rossem    | Péter Tóth                 |
| 1908    | Jenő Fuchs            | Béla Zulawszky       | Vilém Goppold von Lobsdorf |
| 1912    | Jenő Fuchs            | Béla Békessy         | Ervin Mészáros             |
| 1920    | Nedo Nadi             | Aldo Nadi            | Arie de Jong               |
| 1924    | Sándor Pósta          | Roger Ducret         | János Garay                |
| 1928    | Ödön Tersztyánszky    | Attila Petschauer    | Bino Bini                  |
| 1932    | György Piller         | Giulio Gaudini       | Endre Kabos                |
| 1936    | Endre Kabos           | Gustavo Marzi        | Aladár Gerevich            |
| 1948    | Aladár Gerevich       | Vincenzo Pinton      | Pál Kovács                 |
| 1952    | Pál Kovács            | Aladár Gerevich      | Tibor Berczelly            |
| 1956    | Rudolf Kárpáti        | Jerzy Pawłowski      | Lew Kusnezow               |
| 1960    | Rudolf Kárpáti        | Zoltán Horváth       | Wladimiro Calarese         |
| 1964    | Tibor Pézsa           | Claude Arabo         | Umjar Mawlichanow          |
| 1968    | Jerzy Pawłowski       | Mark Rakita          | Tibor Pézsa                |
| 1972    | Wiktor Sidjak         | Péter Marót          | Wladimir Naslymow          |
| 1976    | Wiktor Krowopuskow    | Wladimir Naslymow    | Wiktor Sidjak              |
| 1980    | Wiktor Krowopuskow    | Michail Burzew       | Imre Gedővári              |
| 1984    | Jean-François Lamour  | Marco Marin          | Peter Westbrook            |
| 1988    | Jean-François Lamour  | Janusz Olech         | Giovanni Scalzo            |
| 1992    | Bence Szabó           | Marco Marin          | Jean-François Lamour       |
| 1996    | Stanislaw Posdnjakow  | Sergei Scharikow     | Damien Touya               |
| 2000    | Mihai Covaliu         | Matthieu Gourdain    | Wiradech Kothny            |
| 2004    | Aldo Montano          | Zsolt Nemcsik        | Wladyslaw Tretjak          |
| 2008    | Zhong Man             | Nicolas Lopez        | Mihai Covaliu              |
| 2012    | Áron Szilágyi         | Diego Occhiuzzi      | Nikolai Kowaljow           |
| 2016    | Áron Szilágyi         | Daryl Homer          | Kim Jung-hwan              |
| 2020    | Áron Szilágyi         | Luigi Samele         | Kim Jung-hwan              |
| 2024    | Oh Sang-uk            | Farès Ferjani        | Luigi Samele               |

### Säbel Mannschaft
| Olympia | Gold | Silber | Bronze |
| ------- | --- | --- | --- |
| 1906    | Deutsches Reich Gustav Casmir Jakob Erckrath de Bary August Petri Emil Schön                                                       | Griechenland Ioannis Georgiadis Triantafyllos Kordogiannis Menelaos Sakorafos Christos Zorbas                               | Niederlande James Melvill van Carnbée Maurits van Löben Sels Johannes Osten George van Rossem                                            |
| 1908    | Ungarn Dezső Földes Jenő Fuchs Oszkár Gerde Péter Tóth Lajos Werkner                                                               | Italien Marcello Bertinetti Sante Ceccherini Riccardo Nowak Abelardo Olivier Alessandro Pirzio Biroli                       | Böhmen Vilém Goppold von Lobsdorf Otakar Lada Vlastimil Lada-Sázavský Bedřich Schejbal Jaroslav Tuček                                    |
| 1912    | Ungarn László Berti Dezső Földes Jenő Fuchs Oszkár Gerde Ervin Mészáros Zoltán Schenker Péter Tóth Lajos Werkner                   | Österreich Albert Bogen Rudolf Cvetko Friedrich Golling Otto Herschmann Andreas Suttner Reinhold Trampler Richard Verderber | Niederlande Jetze Doorman Arie de Jong Hendrik de Iongh George van Rossem Dirk Scalongne Willem van Blijenburgh                          |
| 1920    | Italien Baldo Baldi Francesco Gargano Aldo Nadi Nedo Nadi Oreste Puliti Giorgio Santelli Dino Urbani                               | Frankreich Jean Lacroix Jean Margraff Jean Mondielli Marc Perrodon Henri de Saint Germain Georges Trombert                  | Niederlande Willem van Blijenburgh Louis Delaunoij Jetze Doorman Arie de Jong Jan van der Wiel Salomon Zeldenrust Henri Wijnoldy-Daniëls |
| 1924    | Italien Renato Anselmi Guido Balzarini Marcello Bertinetti Bino Bini Vincenzo Cuccia Oreste Moricca Oreste Puliti Giulio Sarrocchi | Ungarn László Berti János Garay Sándor Pósta József Rády Zoltán Schenker László Széchy Ödön Tersztyánszky Jenő Uhlyárik     | Niederlande Jetze Doorman Maarten van Dulm Arie de Jong Hendrik Scherpenhuijzen Jan van der Wiel Henri Wijnoldy-Daniëls                  |
| 1928    | Ungarn János Garay Gyula Glykais Sándor Gombos Attila Petschauer József Rády Ödön Tersztyánszky                                    | Italien Renato Anselmi Bino Bini Gustavo Marzi Oreste Puliti Emilio Salafia Giulio Sarrocchi                                | Polen Tadeusz Friedrich Kazimierz Laskowski Aleksander Małecki Adam Papée Władysław Segda Jerzy Zabielski                                |
| 1932    | Ungarn Aladár Gerevich Gyula Glykais Endre Kabos Ernő Nagy Attila Petschauer György Piller                                         | Italien Renato Anselmi Giulio Gaudini Gustavo Marzi Ugo Pignotti Emilio Salafia Arturo De Vecchi                            | Polen Władysław Dobrowolski Tadeusz Friedrich Leszek Lubicz Adam Papée Władysław Segda Marian Suski                                      |
| 1936    | Ungarn Tibor Berczelly Aladár Gerevich Endre Kabos Pál Kovács László Rajcsányi Imre Rajczy                                         | Italien Giulio Gaudini Gustavo Marzi Aldo Masciotta Aldo Montano Vincenzo Pinton Athos Tanzini                              | Deutsches Reich Erwin Casmir Julius Eisenecker Hans Esser August Heim Hans-Georg Jörger Richard Wahl                                     |
| 1948    | Ungarn Tibor Berczelly Aladár Gerevich Rudolf Kárpáti Pál Kovács Bertalan Papp László Rajcsányi                                    | Italien Gastone Darè Aldo Montano Renzo Nostini Vincenzo Pinton Mauro Racca Carlo Turcato                                   | Vereinigte Staaten Miguel de Capriles Dean Cetrulo Norman Cohn-Armitage James Flynn Tibor Nyilas George Worth                            |
| 1952    | Ungarn Tibor Berczelly Aladár Gerevich Rudolf Kárpáti Pál Kovács Bertalan Papp László Rajcsányi                                    | Italien Gastone Darè Roberto Ferrari Renzo Nostini Giorgio Pellini Vincenzo Pinton Mauro Racca                              | Frankreich Jean Laroyenne Jacques Lefèvre Jean Levavasseur Bernard Morel Maurice Piot Jean-François Tournon                              |
| 1956    | Ungarn Aladár Gerevich Jenő Hámori Dániel Magay Rudolf Kárpáti Attila Keresztes Pál Kovács                                         | Polen Marek Kuszewski Andrzej Piątkowski Zygmunt Pawlas Jerzy Pawłowski Wojciech Zabłocki Ryszard Zub                       | Sowjetunion Leonid Bogdanow Lew Kusnezow Jakow Rylski Jewhen Tscherepowskyj Dawid Tyschler                                               |
| 1960    | Ungarn Gábor Delneky Aladár Gerevich Zoltán Horváth Rudolf Kárpáti Pál Kovács Tamás Mendelényi                                     | Polen Marek Kuszewski Emil Ochyra Jerzy Pawłowski Andrzej Piątkowski Wojciech Zabłocki Ryszard Zub                          | Italien Giampaolo Calanchini Wladimiro Calarese Pierluigi Chicca Roberto Ferrari Mario Ravagnan                                          |
| 1964    | Sowjetunion Nugsar Assatiani Umjar Mawlichanow Boris Melnikow Jakow Rylski Mark Rakita                                             | Italien Giampaolo Calanchini Wladimiro Calarese Pierluigi Chicca Mario Ravagnan Cesare Salvadori                            | Polen Emil Ochyra Jerzy Pawłowski Andrzej Piątkowski Wojciech Zabłocki Ryszard Zub                                                       |
| 1968    | Sowjetunion Umjar Mawlichanow Wladimir Naslymow Mark Rakita Wiktor Sidjak Eduard Winokurow                                         | Italien Wladimiro Calarese Pierluigi Chicca Michele Maffei Rolando Rigoli Cesare Salvadori                                  | Ungarn Péter Bakonyi János Kalmár Tamás Kovács Miklós Meszéna Tibor Pézsa                                                                |
| 1972    | Italien Michele Maffei Mario Aldo Montano Mario Tullio Montano Rolando Rigoli Cesare Salvadori                                     | Sowjetunion Wiktor Baschenow Wladimir Naslymow Mark Rakita Wiktor Sidjak Eduard Winokurow                                   | Ungarn Péter Bakonyi Pál Gerevich Tamás Kovács Péter Marót Tibor Pézsa                                                                   |
| 1976    | Sowjetunion Michail Burzew Wiktor Krowopuskow Wladimir Naslymow Wiktor Sidjak Eduard Winokurow                                     | Italien Angelo Arcidiacono Michele Maffei Mario Aldo Montano Mario Tullio Montano Tommaso Montano                           | Rumänien Dan Irimiciuc Corneliu Marin Marin Mustață Alexandru Nilca Ioan Pop                                                             |
| 1980    | Sowjetunion Mikalaj Aljochin Michail Burzew Wiktor Krowopuskow Wiktor Sidjak Wladimir Naslymow                                     | Italien Michele Maffei Ferdinando Meglio Mario Aldo Montano Marco Romano Giovanni Scalzo                                    | Ungarn Imre Gedővári Pál Gerevich Ferenc Hammang György Nébald Rudolf Nébald                                                             |
| 1984    | Italien Angelo Arcidiacono Gianfranco Dalla Barba Marco Marin Ferdinando Meglio Giovanni Scalzo                                    | Frankreich Philippe Delrieu Franck Ducheix Hervé Granger-Veyron Pierre Guichot Jean-François Lamour                         | Rumänien Alexandru Chiculiță Corneliu Marin Marin Mustață Ioan Pop Vilmoș Szabo                                                          |
| 1988    | Ungarn Imre Bujdosó László Csongrádi Imre Gedővári György Nébald Bence Szabó                                                       | Sowjetunion Andrei Alschan Michail Burzew Sergei Korjaschkin Serhij Mindirhassow Heorhij Pohossow                           | Italien Massimo Cavaliere Gianfranco Dalla Barba Marco Marin Ferdinando Meglio Giovanni Scalzo                                           |
| 1992    | Vereintes Team Wadym Hutzajt Grigori Kirijenko Heorhij Pohossow Stanislaw Posdnjakow Alexander Schirschow                          | Ungarn Péter Abay Imre Bujdosó Csaba Köves György Nébald Bence Szabó                                                        | Frankreich Jean-Philippe Daurelle Franck Ducheix Pierre Guichot Hervé Granger-Veyron Jean-François Lamour                                |
| 1996    | Russland Grigori Kirijenko Stanislaw Posdnjakow Sergei Scharikow                                                                   | Ungarn Csaba Köves József Navarrete Bence Szabó                                                                             | Italien Raffaello Caserta Luigi Tarantino Tonhi Terenzi                                                                                  |
| 2000    | Russland Alexei Frossin Stanislaw Posdnjakow Sergei Scharikow                                                                      | Frankreich Matthieu Gourdain Julien Pillet Cédric Séguin Damien Touya                                                       | Deutschland Dennis Bauer Wiradech Kothny Alexander Weber                                                                                 |
| 2004    | Frankreich Julien Pillet Damien Touya Gaël Touya                                                                                   | Italien Aldo Montano Giampiero Pastore Luigi Tarantino                                                                      | Russland Alexei Djatschenko Alexei Jakimenko Stanislaw Posdnjakow Sergei Scharikow                                                       |
| 2008    | Frankreich Nicolas Lopez Julien Pillet Boris Sanson                                                                                | Vereinigte Staaten Timothy Morehouse Jason Rogers Keeth Smart James Williams                                                | Italien Aldo Montano Giampiero Pastore Diego Occhiuzzi Luigi Tarantino                                                                   |
| 2012    | Südkorea Gu Bon-gil Kim Jung-hwan Won Woo-young Oh Eun-seok                                                                        | Rumänien Rareș Dumitrescu Florin Zalomir Tiberiu Dolniceanu Alexandru Sirițeanu                                             | Italien Aldo Montano Diego Occhiuzzi Luigi Samele Luigi Tarantino                                                                        |
| 2016    | keine Austragung | keine Austragung | keine Austragung |
| 2020    | Südkorea Oh Sang-uk Kim Jun-ho Kim Jung-hwan Gu Bon-gil                                                                            | Italien Luca Curatoli Luigi Samele Enrico Berrè Aldo Montano                                                                | Ungarn Tamás Decsi András Szatmári Áron Szilágyi Csanád Gémesi                                                                           |
| 2024    | Südkorea Gu Bon-gil Oh Sang-uk Park Sang-won Do Gyeong-dong                                                                        | Ungarn Csanád Gémesi András Szatmári Áron Szilágyi Krisztián Rabb                                                           | Frankreich Boladé Apithy Sébastien Patrice Maxime Pianfetti Jean-Philippe Patrice                                                        |

## Nicht mehr ausgetragene Disziplinen

### Florett für Fechtmeister
| Olympia | Gold            | Silber               | Bronze                 |
| ------- | --------------- | -------------------- | ---------------------- |
| 1896    | Leonidas Pyrgos | Joanni Perronet      | nicht vergeben         |
| 1900    | Lucien Mérignac | Alphonse Kirchhoffer | Jean-Baptiste Mimiague |

### Degen für Fechtmeister
| Olympia | Gold        | Silber          | Bronze        |
| ------- | ----------- | --------------- | ------------- |
| 1900    | Albert Ayat | Gilbert Bougnol | Henri Laurent |

### Degen für Amateure und Fechtmeister
| Olympia | Gold        | Silber      | Bronze   |
| ------- | ----------- | ----------- | -------- |
| 1900    | Albert Ayat | Ramón Fonst | Léon Sée |

### Säbel für Fechtmeister
| Olympia | Gold          | Silber         | Bronze        |
| ------- | ------------- | -------------- | ------------- |
| 1900    | Antonio Conte | Italo Santelli | Milan Neralić |

### Singlestick
| Olympia | Gold                  | Silber                 | Bronze        |
| ------- | --------------------- | ---------------------- | ------------- |
| 1904    | Albertson Van Zo Post | William Scott O’Connor | William Grebe |